# Fernand Canteloube
Fernand Canteloube (n. 3 august 1900, Aubervilliers, Seine, Franța – d. 16 iulie 1976, Créteil, Île-de-France, Franța) a fost un ciclist de performanță ce a reprezentat Franța, medaliat olimpic. A participat la o ediție a Jocurilor Olimpice (1920) în care a câștigat o medalie de aur și o medalie de bronz.